# 울라 에센드로프
울라 에센드로프(덴마크어: Ulla Essendrop, 1976년 12월 1일 ~ )는 덴마크의 텔레비전 관계자이다. TV 2에서 스포츠 프로그램 진행을 맡고 있다.
인도 캘커타 출신이며 3세 시절에 덴마크로 이주하면서부터 덴마크인 부모 밑에서 성장했다. 덴마크 코펜하겐에서 열린 유로비전 송 콘테스트 2014에서 준결승전 추첨, 기자회견 진행을 맡았고 유로비전 송 콘테스트 2016, 2017에서는 덴마크 대표 대변인을 맡았다.